# Société d'astronomie de Hong Kong
 (janvier 2022).
La Société d'astronomie de Hong Kong ( 香港天文學會 , HKAS), créée en 1970, est le premier club d'astronomie public de Hong Kong, enregistré en 1974.
Connue à l'origine sous le nom de Hong Kong Amateur Astronomical Society, la Société a changé de nom en 1992. Le lieu est maintenant situé au centre Ricky, rue Chong Yip, Kwun Tong.